# Пергамент
Пергаментът е материал за свитъци или страници на книги направен от фина телешка, овча или козя кожа. Името идва от античния град Пергам, където е изобретен.
Растителният пергамент се използва в пекарството и други приложения като заместител на животинския пергамент.

## История
Според Марк Теренций Варон, пергаментът се появява под покровителството на Евмен от Пергам, като заместитетл на папируса, износът на който тогава е бил временно прекратен от Александрия, единственият му източник.

## Растителен пергамент
Растителният пергамент е съвременен заместител на пергамента, който се получава от хартия с висока плътност, обработена със силикон.